# Ulrich Jux

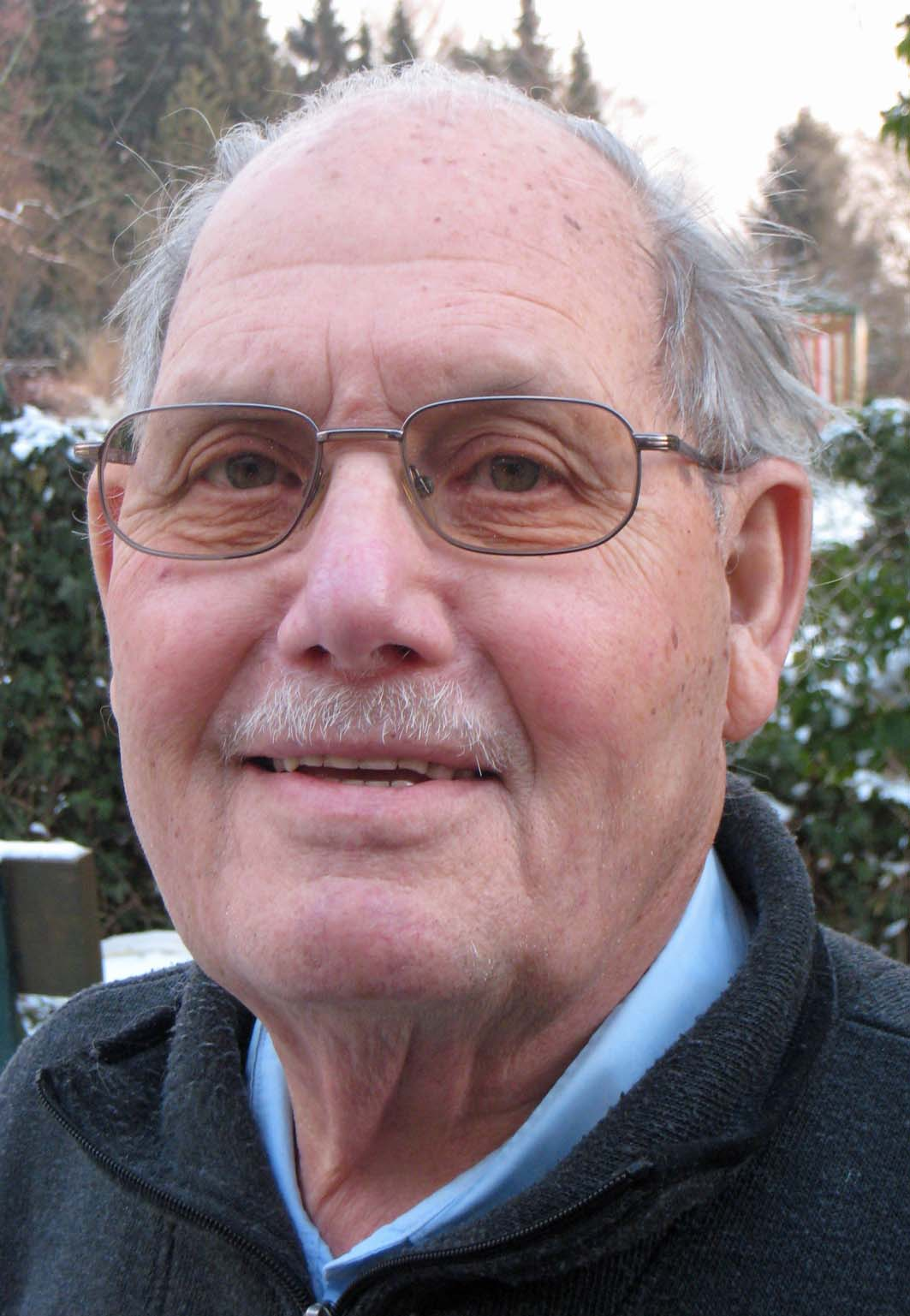
Ulrich Jux (2013)

Ulrich Jux (* 2. April 1929 in Hoffnungsthal; † 2. April 2017 in Bergisch Gladbach) war ein deutscher Geologe und Paläontologe. Bis zu seiner Emeritierung war er Hochschullehrer an der Universität zu Köln.

## Ausbildung
Nach seinem Abitur studierte er ab März 1950 an der Universität zu Köln Naturwissenschaften mit Geologie als Hauptfach. Im Sommersemester 1952 war er an der Ludwig-Maximilians-Universität München für das Fach Paläontologie eingeschrieben. Von Oktober 1952 bis Mai 1953 studierte er an der Fouad-Universität Kairo. Er kehrte zum Sommersemester 1953 wieder nach Köln zurück und legte im selben Jahr seine Dissertation mit dem Titel Zur Geologie des Kreidegebietes von Abu Roasch bei Kairo (Ägypten) zur Erlangung des Doktorgrads vor. Sein Doktorvater war Georg Knetsch. Jux hatte das Studium der Geowissenschaften also in der Rekordzeit von acht Semestern einschließlich Promotion geschafft. Er selbst sagte dazu, dass eine so kurze Studienzeit heute nicht mehr möglich sei, weil die Geowissenschaften seit 1960 eine zuvor nie gekannte Expansion erlebt hätten. 1958 folgte seine Habilitationsschrift unter Martin Schwarzbach über die devonischen Riffe im Rheinischen Schiefergebirge.

## Leben
Von 1954 bis 1959 war er wissenschaftlicher Assistent am Geologischen Institut der Universität zu Köln. In dieser Zeit begann er mit der geowissenschaftlichen Erforschung seiner engeren Heimat, und zwar der Niederrheinischen Bucht und dem Rheinischen Schiefergebirge. Von dieser Forschung hat er sein ganzes Leben lang nicht mehr abgelassen.
1959 hatte Jux über ein Stipendium der National Academy of Sciences in Washington, D.C. die Gelegenheit zu einer zweijährigen Forschungsarbeit an der School of Geoscience der Louisiana State University in Baton Rouge, Louisiana. Hier befasste er sich mit der Mikropaläontologie, einer für die Erdölindustrie wichtigen Wissenschaft. Am 22. April 1961 wurde er als Außerordentlicher Professor und Leiter der neu gegründeten Paläontologischen Abteilung an das Geologische Institut der Universität zu Köln berufen. 1968 übernahm er eine Gastprofessur in Afghanistan. Nach seiner Rückkehr nach Köln am 26. Mai 1972 wurde er zum Ordentlichen Professor ernannt. Besonders in den 1980er und 1990er Jahren unternahm er mehrere Geländeforschungen zum Beispiel in Nigeria, Ägypten und Griechenland. Bis zu seinem Tod hat er allerdings niemals aufgehört, Forschungen in der Paffrather Kalkmulde zu unternehmen.
Jux war langjähriger Vorsitzender des Bergischen Geschichtsvereins Rhein-Berg e.V. Seit 2011 war er Witwer und lebte in Bergisch Gladbach. Jux hatte einen Sohn und eine Tochter. Er verstarb an seinem 88. Geburtstag und wurde auf dem Evangelischen Friedhof Quirlsberg beigesetzt.

## Auszeichnungen
- Rheinlandtaler 1983[5]
- Ehrenvorsitzender des Bergischen Geschichtsvereins Rhein-Berg e.V.[1]

## Werke
Die Bibliographie von 1954 bis 1989 erfasst insgesamt 117 Werke. Dabei handelt es sich nur um die geowissenschaftlichen Veröffentlichungen mit Ausnahme von Buchbesprechungen.
Nachfolgend werden die im Katalog der Deutschen Nationalbibliothek veröffentlichten Bücher und sonstige als Buch oder Broschüre vorliegenden Schriften aufgeführt.
- Zur Geologie des Kreidegebietes von Abu Roasch bei Kairo (Aegypten) , Köln, 1953
- In Zusammenarbeit mit Martin Schwarzbach: Geologische Wanderungen in und um Köln, Kölner Geologische Hefte, Hrsg. Geologisches Institut der Universität Köln, Heft 4, Köln 1955
- Die Riffe Gotlands und ihre angrenzenden Sedimentationsräume, Verlag Almquist & Wiksell, Stockholm 1957
- In Zusammenarbeit mit Hans D. Pflug: Alter und Entstehung der Triasablagerungen und ihrer Erzvorkommen am Rheinischen Schiefergebirge, neue Wirbeltierreste und das Chirotheriumproblem  Hess. Landesamt für Bodenforschung, Wiesbaden 1958
- In Zusammenarbeit mit Hans D. Pflug: Über Aufbau und Altersgliederung des Rheinischen Braunkohlenbeckens Akademie-Verlag, Berlin 1958
- Zur Geologie des Vopnafjord-Gebietes in Nordost-Island, Akademie-Verlag, Berlin 1960
- Zur stratigraphischen Gliederung des Devonprofils von Bergisch Gladbach (Rheinisches Schiefergebirge), Decheniana Bd. 117, Heft 1/2, Bonn 1964
- Bibliographie zur Geologie und Paläontologie des Bergisch Gladbach-Bensberger Raums 1775-1977, Sonderveröffentlichung des Geologischen Instituts der Universität zu Köln, Band 32, Köln 1977
- Erläuterungen zu Blatt 5009 Overath, Hrsg. Geologisches Landesamt Nordrhein-Westfalen, Krefeld 1982
- Geologische Karte von Nordrhein-Westfalen / 5009. Overath 1982
- Geologische Karte von Nordrhein-Westfalen / 5010. Engelskirchen, 1983
- In Zusammenarbeit mit seiner Frau Herta Jux: Im Schlagschatten der Großstadt, Luftkrieg, Artilleriebeschuss und Besetzung Bergisch Gladbachs, Joh. Heider Verlag GmbH, Bergisch Gladbach 2002, ISBN 3-87314-380-1
- Als die Steinhauer in Lindlar ihre Zunft aufrichteten und den Marmor brachen, Verein der Freunde und Förderer des Bergischen Freilichtmuseums, Lindlar 2007